# محوطه کلک چم مهر
محوطه کلک چم مهر مربوط به دوره ساسانیان - سده‌های اولیه دوران‌های تاریخی پس از اسلام است و در شهرستان پل‌دختر، بخش مرکزی، دهستان جایدر، ۱/۲ کیلومتری غرب روستای چم مهر واقع شده و این اثر در تاریخ ۲۸ اسفند ۱۳۸۵ با شمارهٔ ثبت ۱۸۴۵۵ به‌عنوان یکی از آثار ملی ایران به ثبت رسیده است.